# فریدریش دانیل فون رکلینگ‌هاوزن

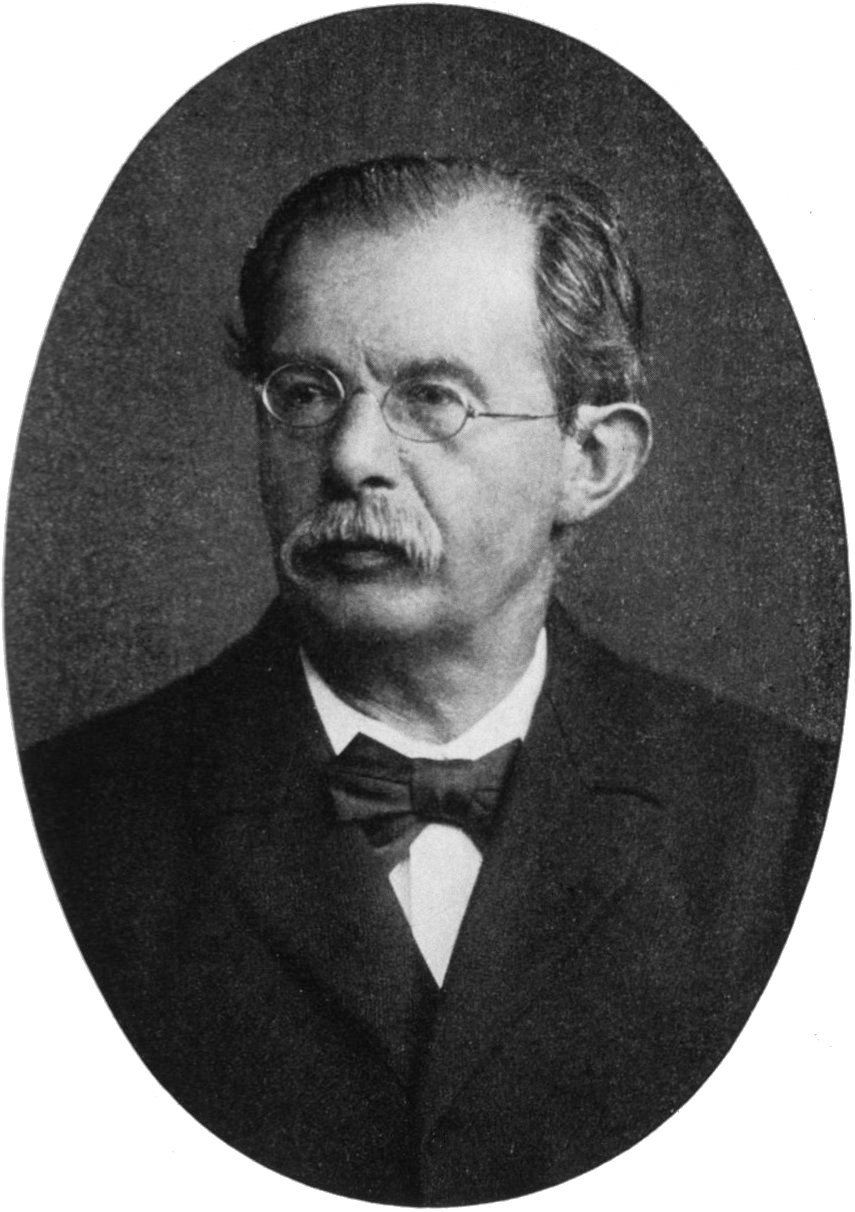
فون رکلینگ‌هاوزن.

فریدریش دانیل فون رکلینگ‌هاوزن (دوم دسامبر ۱۸۳۳- ۲۶ اوت ۱۹۱۰) (به آلمانی: Friedrich Daniel von Recklinghausen) نام یک آسیب‌شناس مشهور آلمانی است که شهرت وی بیشتر به دلیل توصیف دو اختلال که به نام خود وی نامگذاری شده‌اند می‌باشد.
بیماری فون رکلینگ‌هاوزن بیماری‌ای است که به نام وی نامگذاری شده‌است.